# Globus d'Or del 2024
La 81a edició dels Globus d'Or fou la cerimònia que premià el millor cinema i televisió de Nord-amèrica del 2023. La cerimònia fou retransmesa en directe per CBS el 7 de gener de 2024 des de l'hotel The Beverly Hilton, a Beverly Hills, Califòrnia. La gala fou produïda per Dick Clark Productions, Ricky Kirshner i Glenn Weiss, qui també serví com a director. El comediant Jo Koy fou el presentador de la cerimònia.
Les nominacions foren anunciades l'11 de desembre de 2023 per Cedric the Entertainer i Wilmer Valderrama. La pel·lícula Barbie i la sèrie Succession reberen 9 nominacions cadascuna, qui més n'aconseguiren, mentre que Oppenheimer fou la segona més nominada, amb un total de 8.
Aquesta edició estrenà dues noves categories: Millor èxit cinematogràfic i Millor actuació de 'Stand-Up' en televisió.
El fenomen cultural i d'Internet "Barbenheimer", va rebre un total de disset nominacions, de les quals, en guanyà set.

## Informació sobre la cerimònia
Aquesta fou la primera cerimònia dels Globus d'Or des que la Hollywood Foreign Press Association (HFPA) es va dissoldre el 2023. Els drets de la cerimònia, passaren a mans Dick Clark Productions i Eldridge Industries.
El 21 de febrer de 2023, s'anuncià que la gala tornaria a fer-se un diumenge, a diferència de l'any anterior, que es realitzà un dimarts. El següent 18 de setembre, Glenn Weiss i Ricky Kirshner foren anunciats com a productors executius i creadors de la cerimònia. El 17 de novembre, s'anuncià que la cadena CBS adquirí els drets per retransmetre la gala, substituint a la NBC, qui havia tingut els drets durant els anys anteriors. El 21 de desembre fou anunciat que Jo Koy seria el presentador de la cerimònia.
La 81a edició estrenà dues noves categories de premis: millor èxit cinematogràfic, categoria per pel·lícules que tingueren una recaptació major a 100 milions de dòlars domèsticament (Estats Units i Candà) i major a 150 milions a nivell mundial; i millor actuació de 'Stand-Up' en televisió. Per altra banda, els premis Cecil B. DeMille i Carol Brunett, dos premis a les carreres artístiques, no foren entregats, tot i que s'espera que tornin en un futur.
Després de la dissolució de al HFPA, el grup de votants es canvià per un de nou amb més varietat ètnica; aquest nou jurat, que fou qui escollí els nominats i guanyadors de la gala, consistí en 300 periodistes que representaren a 76 països.
Per la seva interpretació a Killers of the Flower Moon, Lily Gladstone, després de guanyar el Globus d'Or a la millor actriu dramàtica, es convertí en la primera persona ameríndia en guanyar un Globus d'Or.

## Guanyadors i nominats

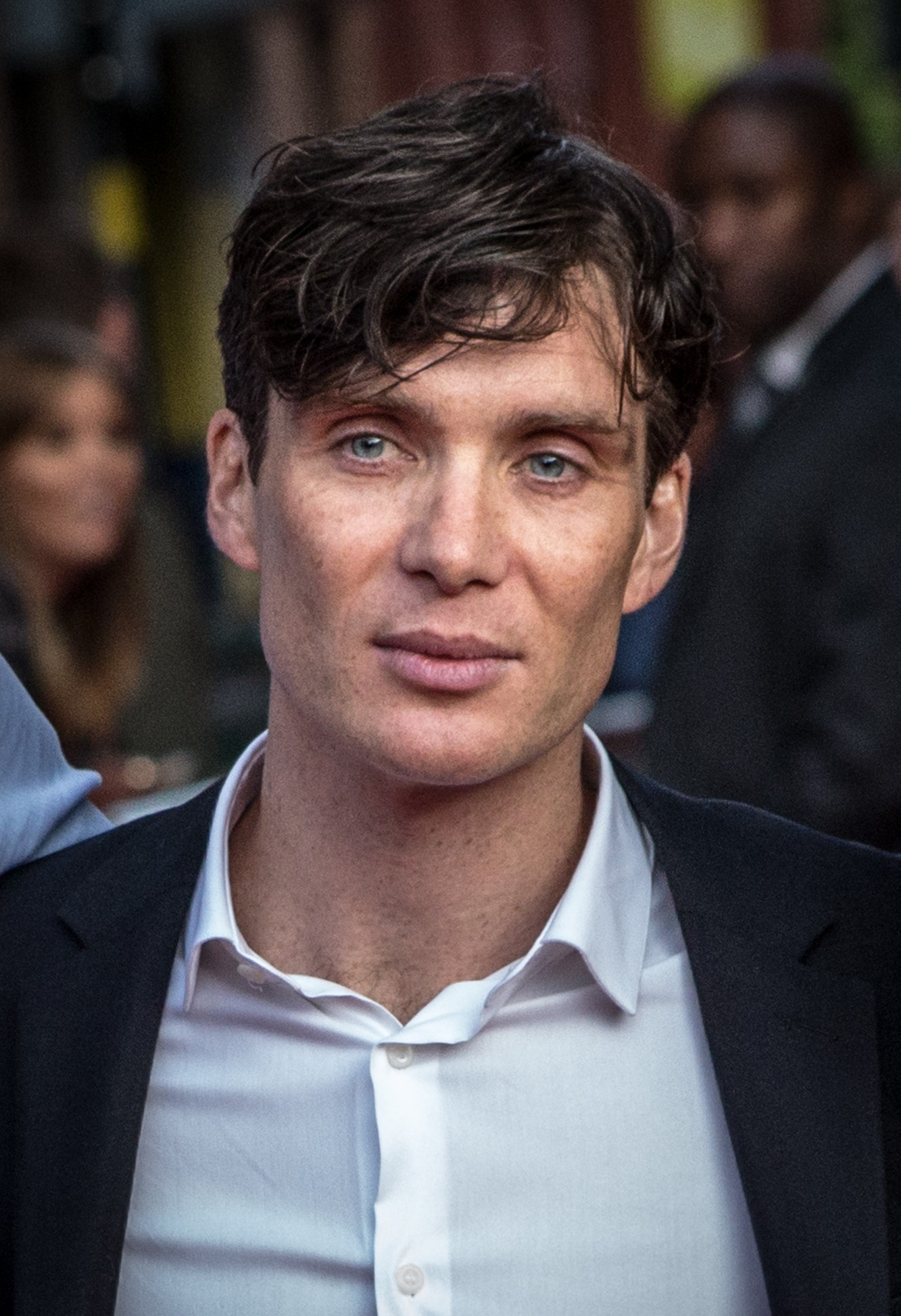
Cillian Murphy, Millor actor dramàtic.

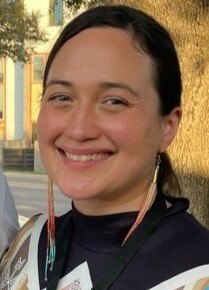
Lily Gladstone, Millor actriu dramàtica.

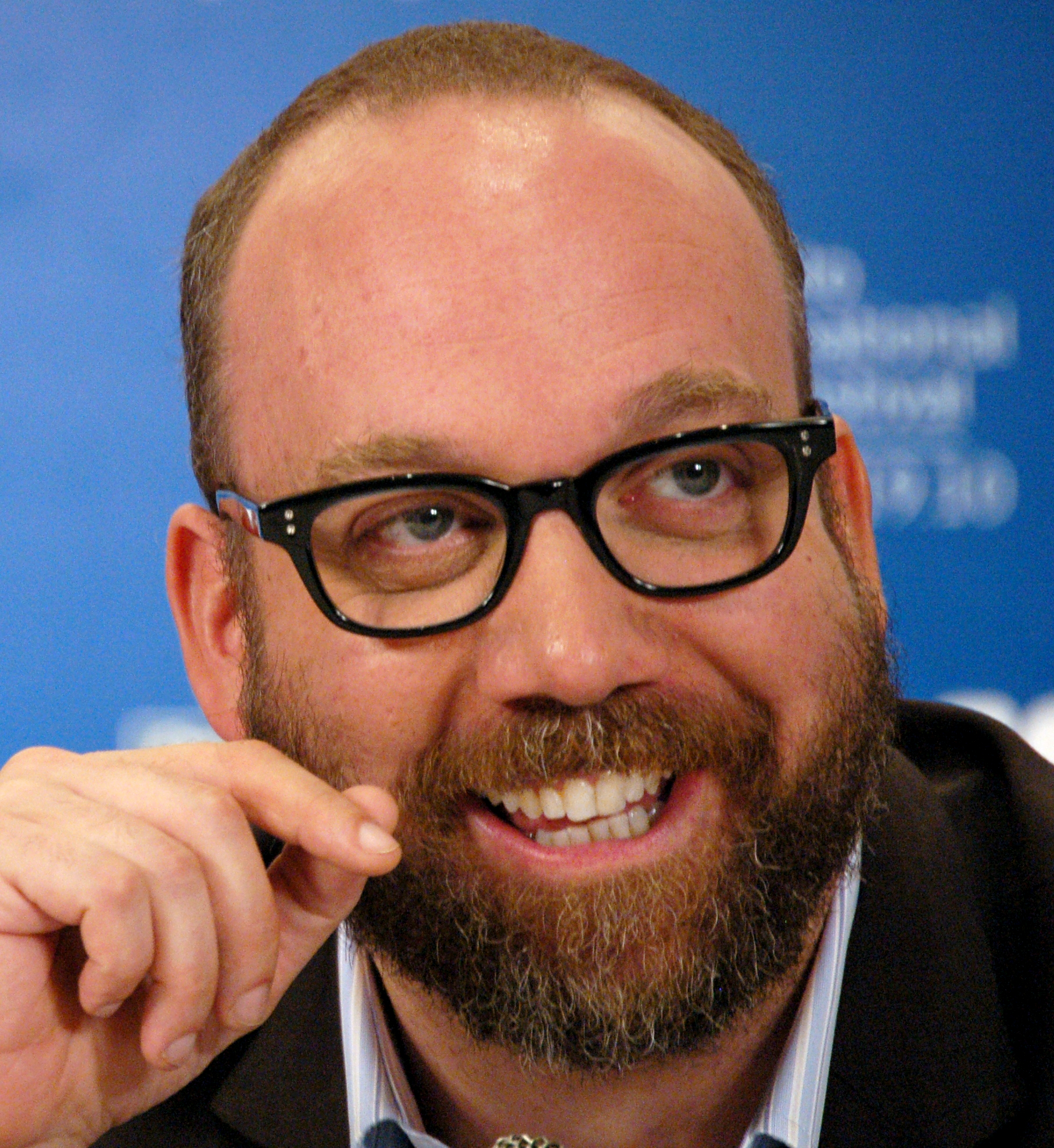
Paul Giamatti, Millor actor musical o còmic.

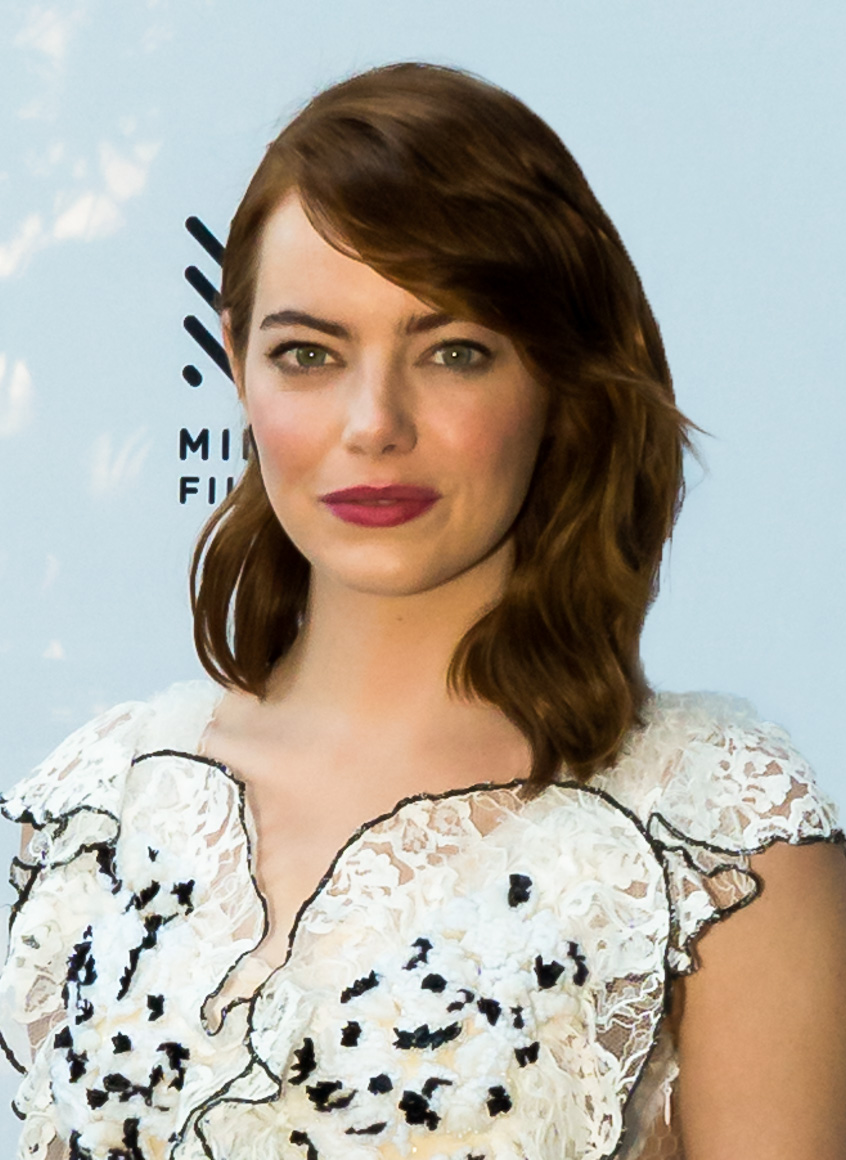
Emma Stone, Millor actriu musical o còmica.

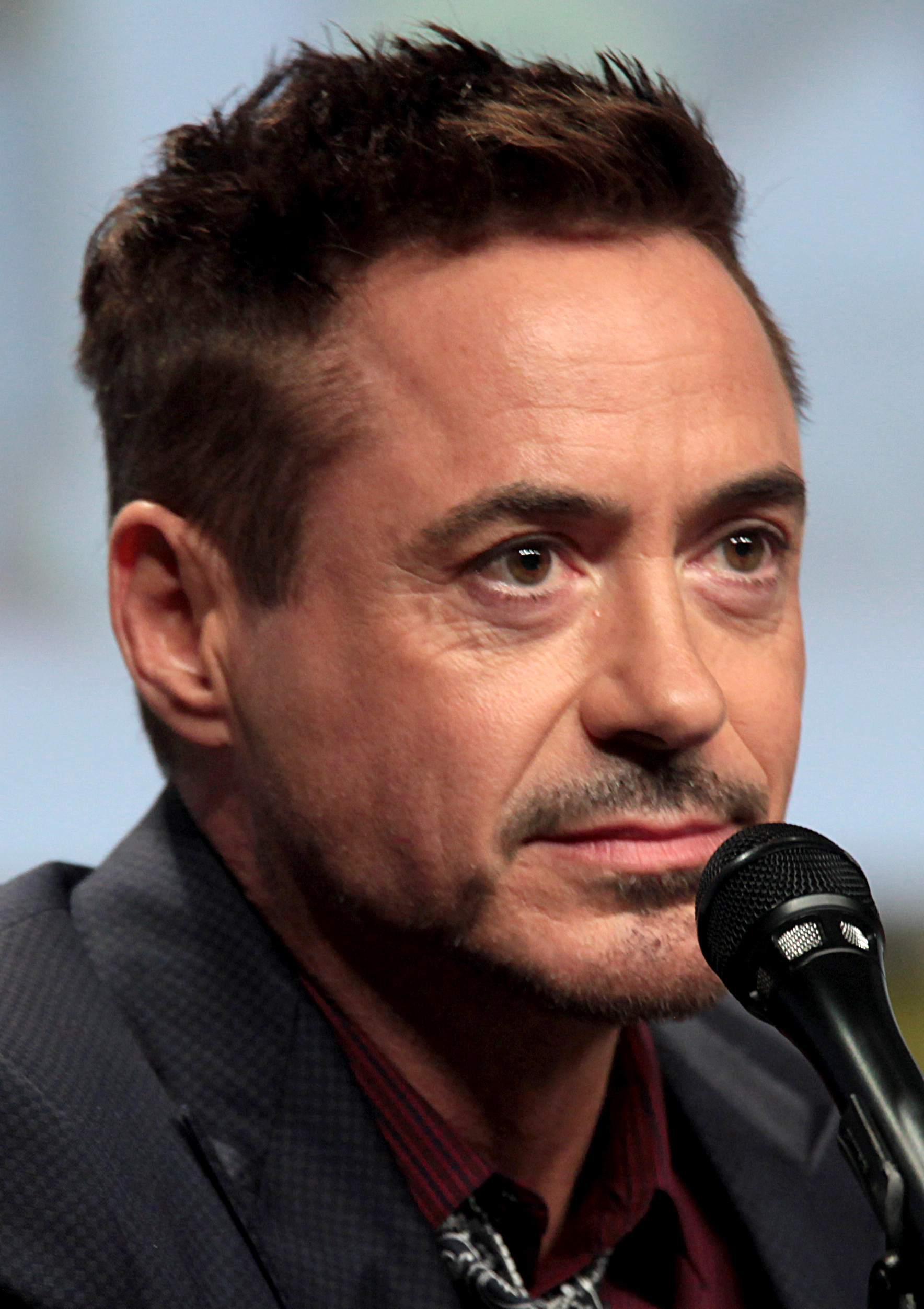
Robert Downey Jr., Millor actor secundari.

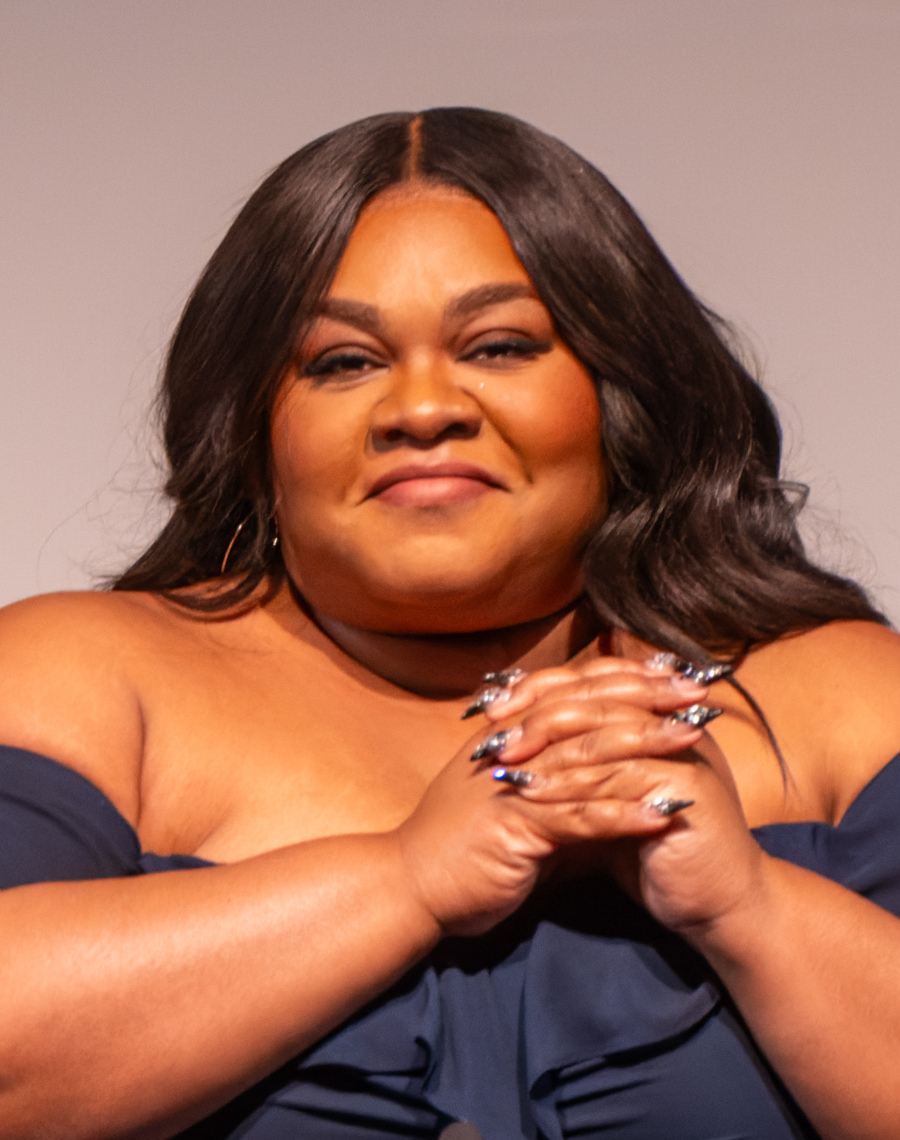
Da'Vine Joy Randolph, Millor actriu secundària.

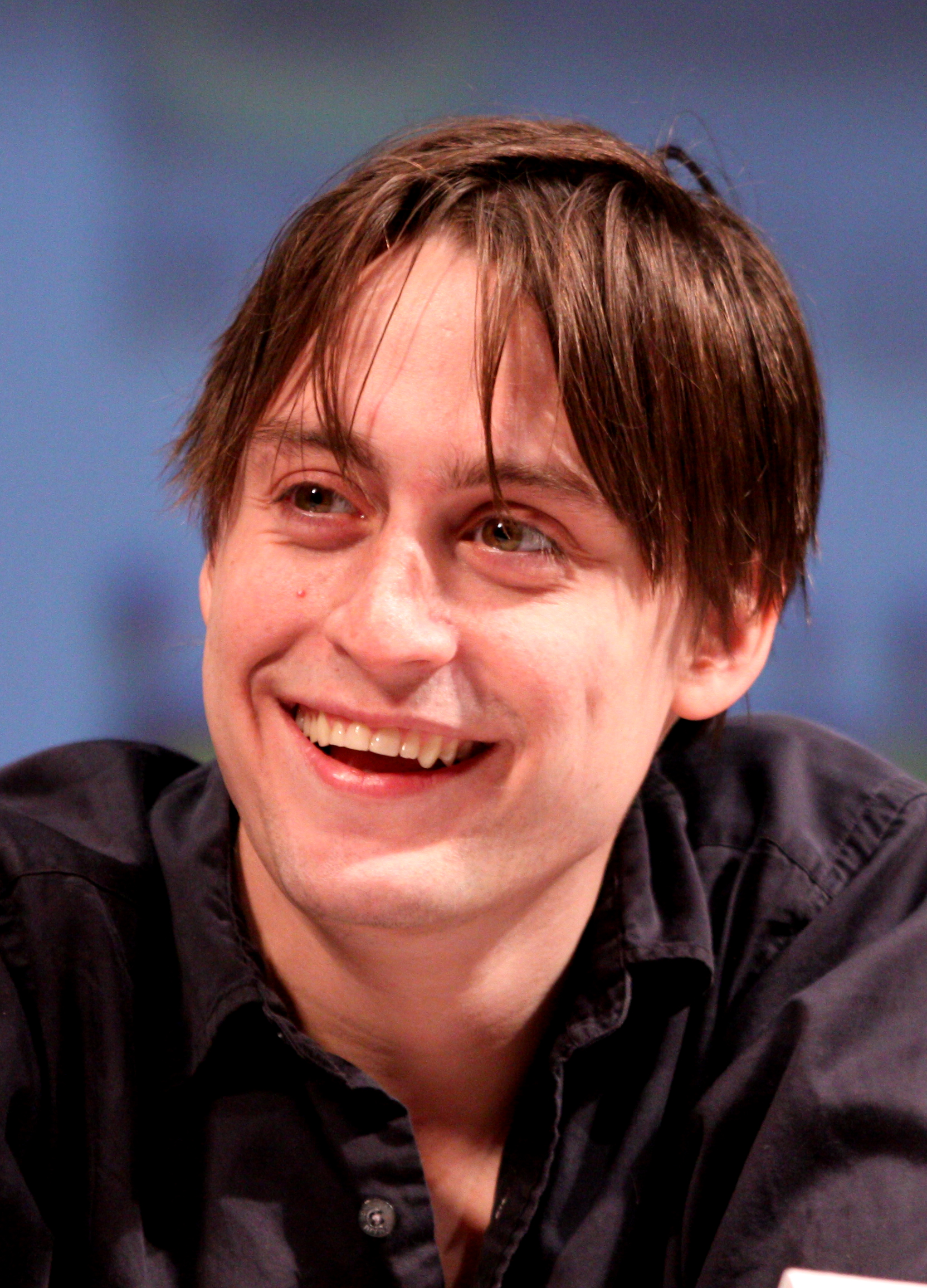
Kieran Culkin, Millor actor dramàtic en sèrie de televisió.

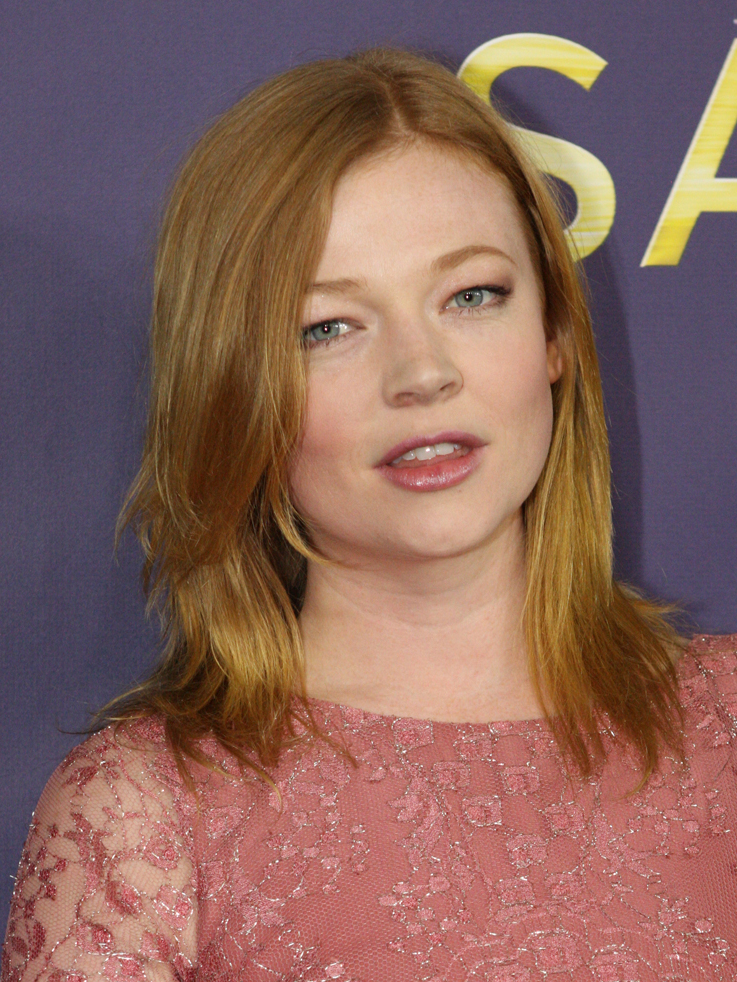
Sarah Snook, Millor actriu dramàtica en sèrie de televisió.

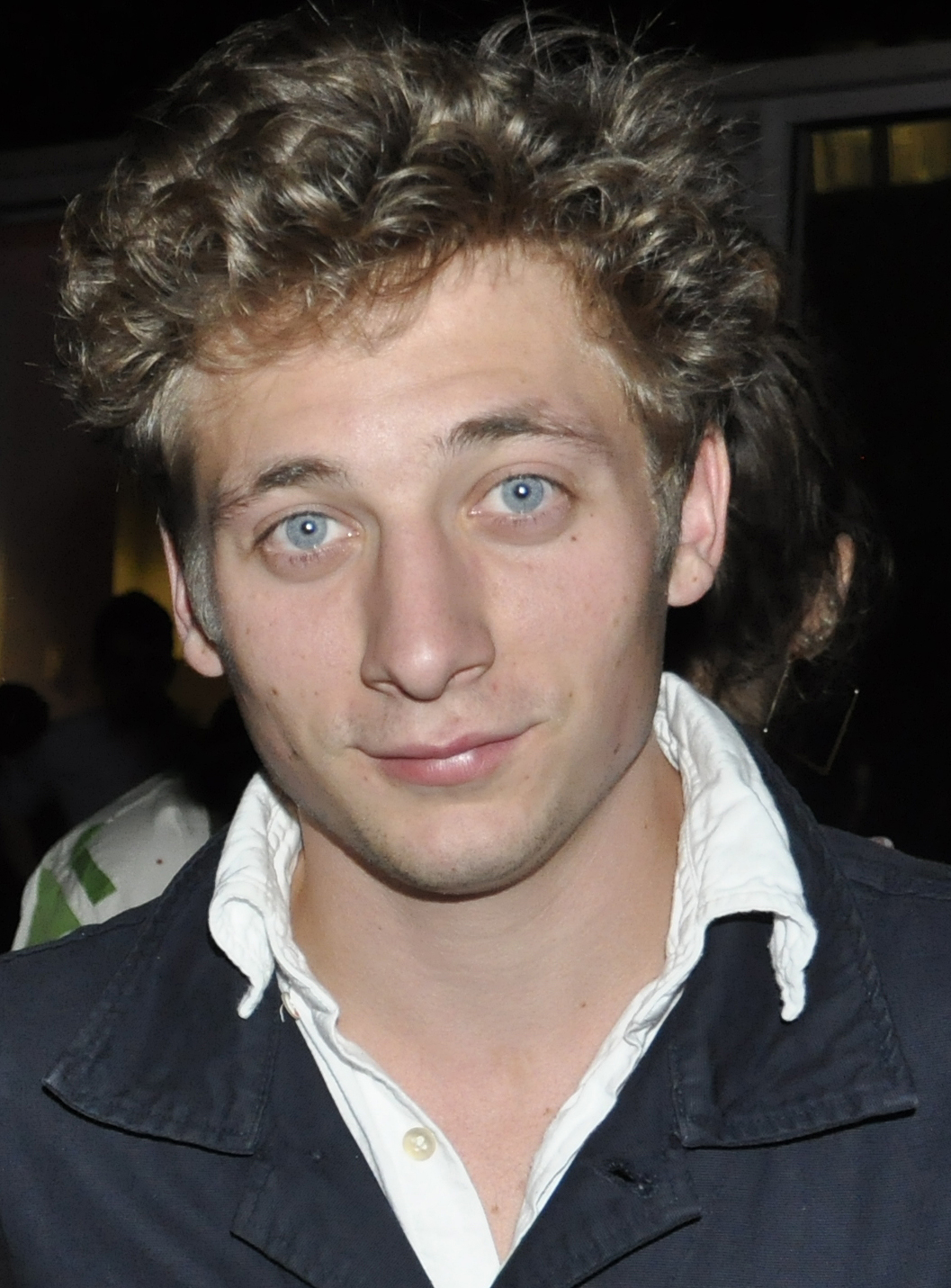
Jeremy Allen White, Millor actor musical o còmic en sèrie de televisió.

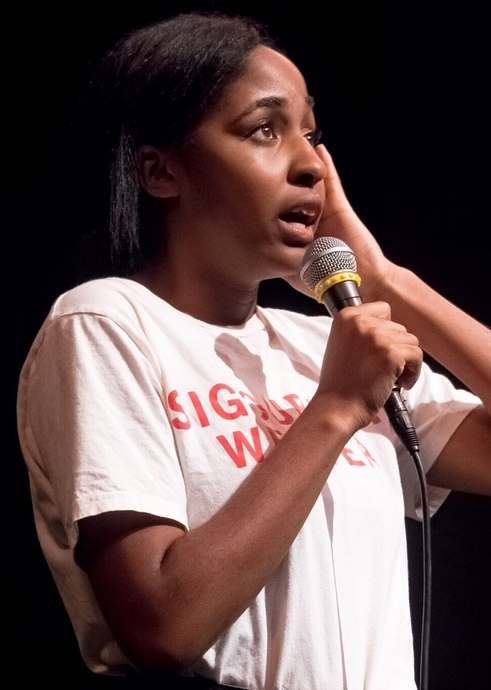
Ayo Edebiri, Millor actriu musical o còmica en sèrie de televisió.

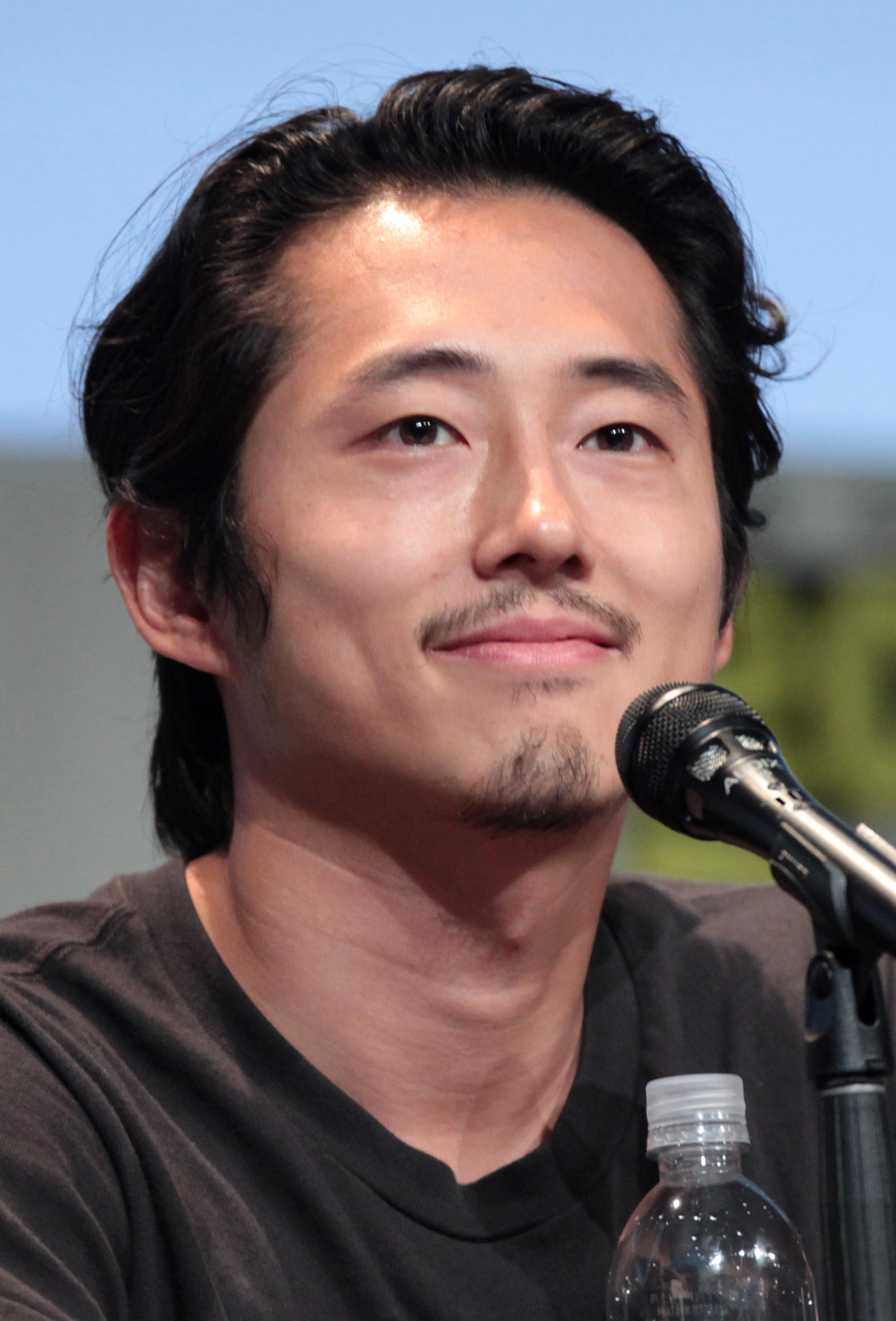
Steven Yeun, Millor actor en una minisèrie, sèrie antològica o telefilm.

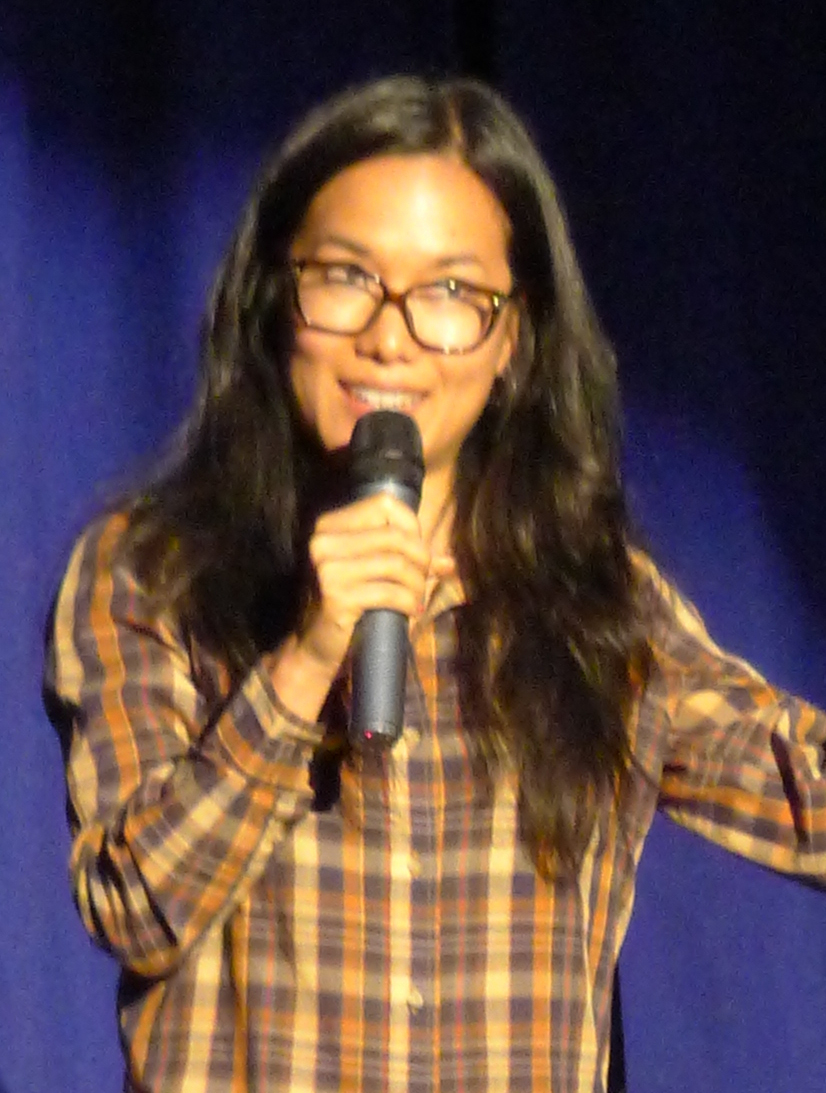
Ali Wong, Millor actriu en una minisèrie, sèrie antològica o telefilm.

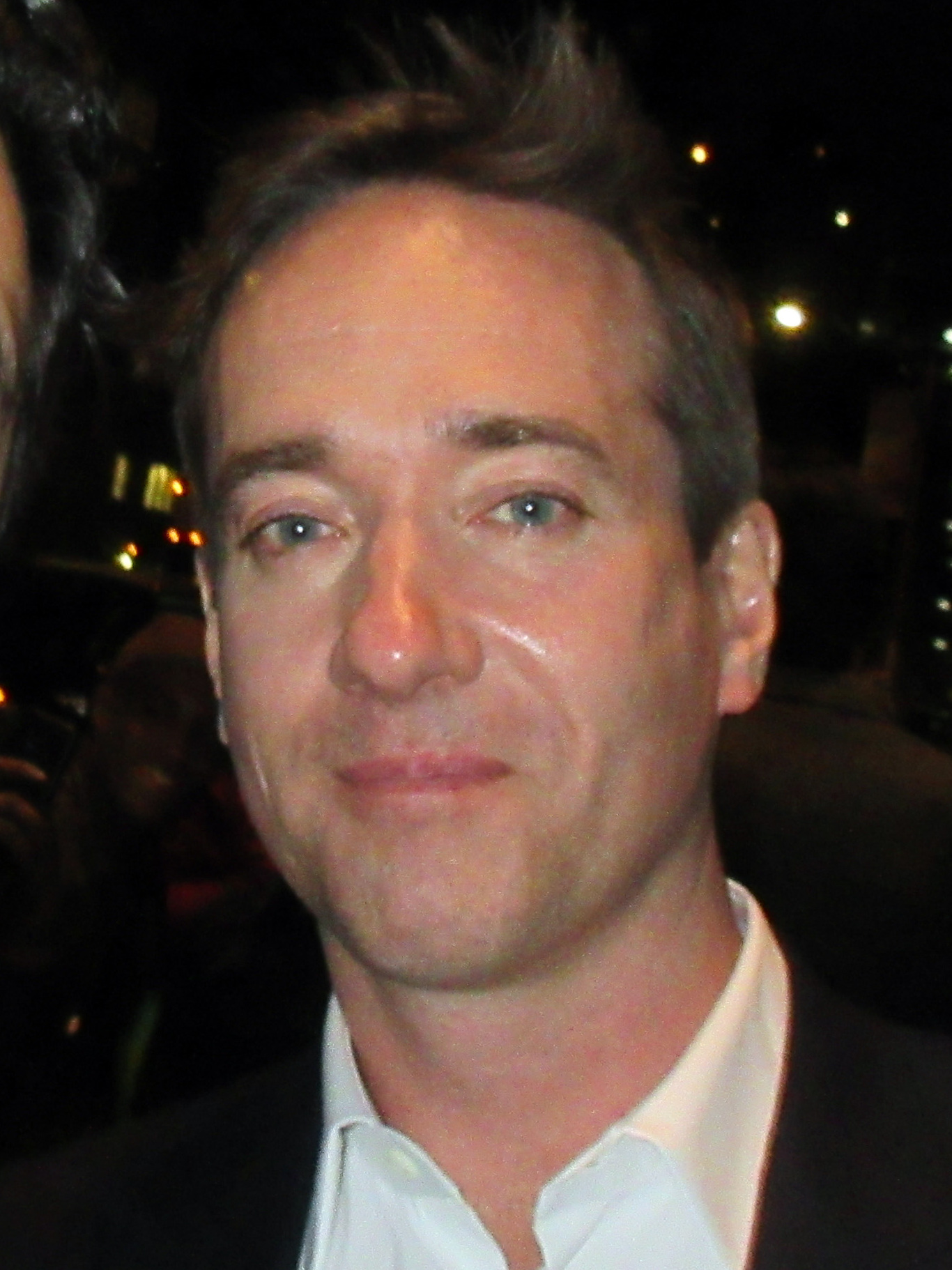
Matthew Macfadyen, Millor actor secundari en una sèrie, minisèrie, sèrie antològica o telefilm.

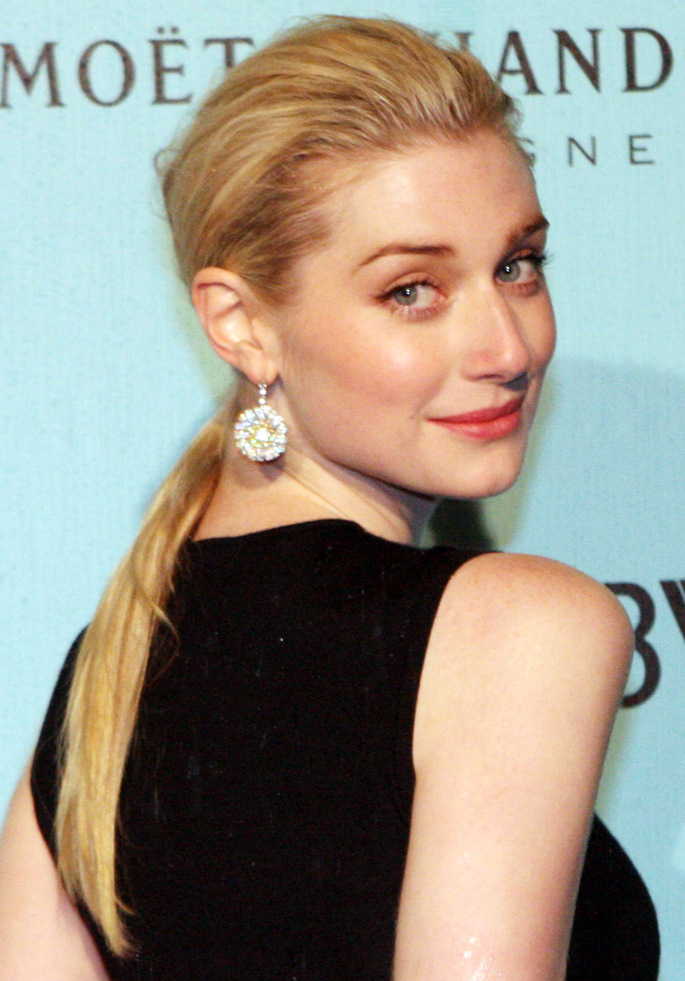
Elizabeth Debicki, Millor actriu secundària en una sèrie, minisèrie, sèrie antològica o telefilm.

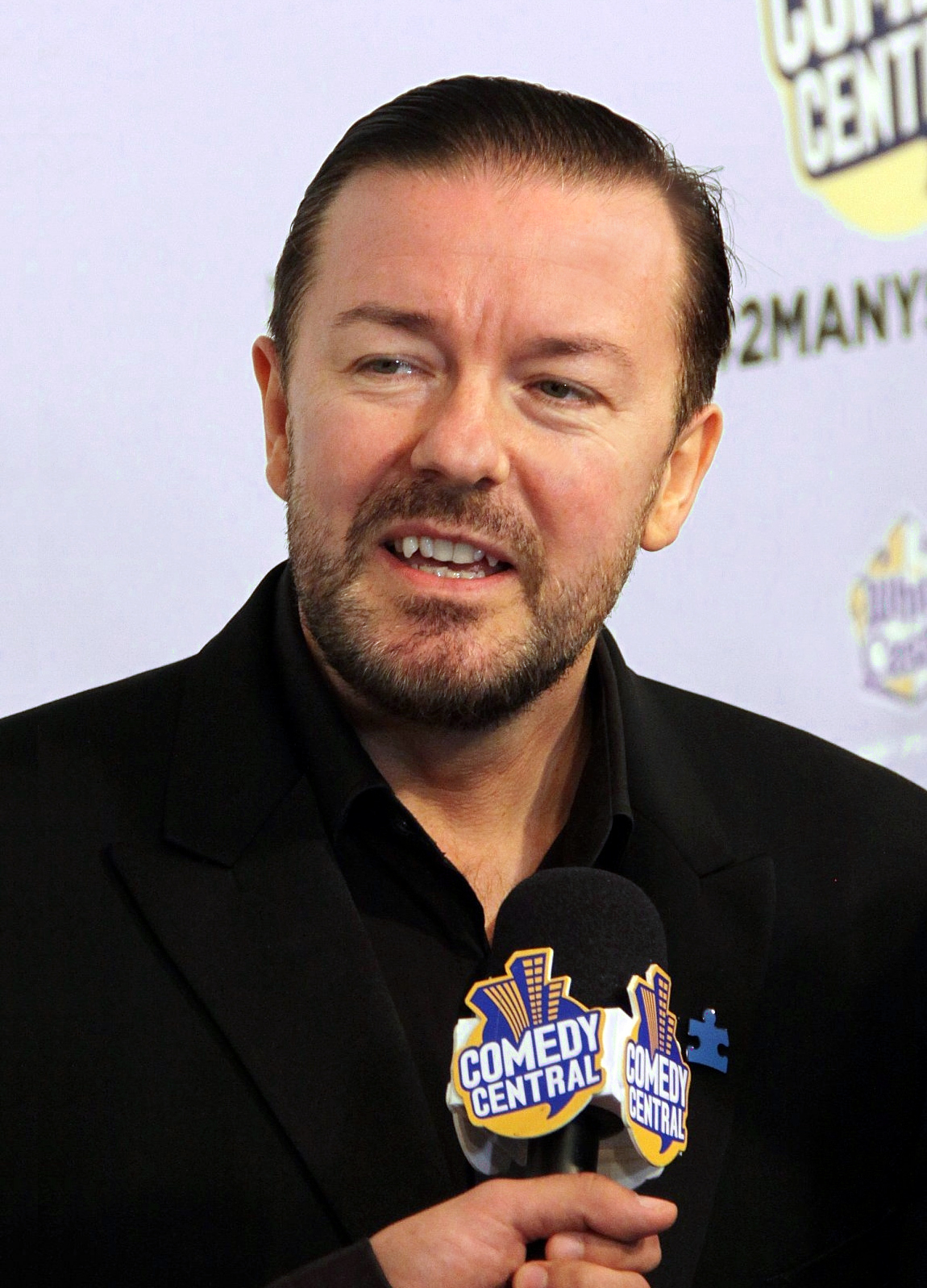
Ricky Gervais, Millor 'Stand-Up' en televisió.

Guanyadors ressaltats en negreta.

### Cinema
| Millor pel·lícula | Millor pel·lícula |
| Drama | Musical o comèdia |
| --- | --- |
| - Oppenheimer - Anatomia d'una caiguda - Killers of the Flower Moon - Maestro - Past Lives - The Zone of Interest | - Poor Things - Air - American Fiction - Barbie - The Holdovers - May December |
| Animació | Parla no anglesa |
| - El noi i l'ocell - Elemental - Spider-Man: creuant el Multivers - Super Mario Bros.: La pel·lícula - Suzume - Wish: el poder dels desitjos | - Anatomia d'una caiguda (França) - Kuolleet lehdet (Finlàndia) - Io capitano (Itàlia) - La societat de la neu (Espanya) - Past Lives (Estats Units) - The Zone of Interest (Regne Unit / Polònia / Estats Units) |
| Èxit cinematogràfic | |
| - Barbie - Guardians of the Galaxy Vol. 3 - John Wick: Chapter 4 - Mission: Impossible – Dead Reckoning Part One - Oppenheimer - Spider-Man: creuant el Multivers - Super Mario Bros.: La pel·lícula - Taylor Swift: The Eras Tour                                                                                            | |
| Millor interpretació – Drama | |
| Actor | Actriu |
| - Cillian Murphy – Oppenheimer com a Robert Oppenheimer - Bradley Cooper – Maestro com a Leonard Bernstein - Leonardo DiCaprio – Killers of the Flower Moon com a Ernest Burkhart - Colman Domingo – Rustin com a Bayard Rustin - Barry Keoghan – Saltburn com a Oliver Quick - Andrew Scott – All of Us Strangers com a Adam | - Lily Gladstone – Killers of the Flower Moon com a Mollie Burkhart - Annette Bening – Nyad com a Diana Nyad - Sandra Hüller – Anatomia d'una caiguda com a Sandra Voyter - Greta Lee – Past Lives com a Nora Moon - Carey Mulligan – Maestro com a Felicia Montealegre - Cailee Spaeny – Priscilla com a Priscilla Presley |
| Millor interpretació – Musical o Comèdia | |
| Actor | Actriu |
| - Paul Giamatti – The Holdovers com a Paul Hunham - Nicolas Cage – Dream Scenario com a Dr. Paul Matthews - Timothée Chalamet – Wonka com a Willy Wonka - Matt Damon – Air com a Sonny Vaccaro - Joaquin Phoenix – Beau Is Afraid com a Beau Wassermann - Jeffrey Wright – American Fiction com a Thelonious "Monk" Ellis     | - Emma Stone – Poor Things com a Bella Baxter - Fantasia Barrino – The Color Purple com a Celie Harris-Johnson - Jennifer Lawrence – No Hard Feelings com a Maddie Barker - Natalie Portman – May December com a Elizabeth Berry - Alma Pöysti – Kuolleet lehdet com a Ansa - Margot Robbie – Barbie com a Barbie |
| Millor interpretació secundària | |
| Actor secundari | Actriu secundària |
| - Robert Downey Jr. – Oppenheimer com a Lewis Strauss - Willem Dafoe – Poor Things com a Dr. Godwin Baxter - Robert De Niro – Killers of the Flower Moon com a William King Hale - Ryan Gosling – Barbie com a Ken - Charles Melton – May December com a Joe Yoo - Mark Ruffalo – Poor Things com a Duncan Wedderburn         | - Da'Vine Joy Randolph – The Holdovers com a Mary Lamb - Emily Blunt – Oppenheimer com a Kitty Oppenheimer - Danielle Brooks – The Color Purple com a Sofia - Jodie Foster – Nyad com a Bonnie Stoll - Julianne Moore – May December com a Gracie Atherton-Yoo - Rosamund Pike – Saltburn com a Lady Elspeth Catton |
| Altres | |
| Millor direcció | Millor guió |
| - Christopher Nolan – Oppenheimer - Bradley Cooper – Maestro - Greta Gerwig – Barbie - Yorgos Lanthimos – Poor Things - Martin Scorsese – Killers of the Flower Moon - Celine Song – Past Lives | - Justine Triet and Arthur Harari – Anatomia d'una caiguda - Greta Gerwig and Noah Baumbach – Barbie - Tony McNamara – Poor Things - Christopher Nolan – Oppenheimer - Eric Roth and Martin Scorsese – Killers of the Flower Moon - Celine Song – Past Lives |
| Millor banda sonora original | Millor cançó original |
| - Ludwig Göransson – Oppenheimer - Jerskin Fendrix – Poor Things - Joe Hisaishi – El noi i l'ocell - Mica Levi – The Zone of Interest - Daniel Pemberton – Spider-Man: creuant el Multivers - Robbie Robertson – Killers of the Flower Moon (pàstum)                                                                          | - "What Was I Made For?" (Billie Eilish i Finneas O'Connell) – Barbie - "Addicted to Romance" (Bruce Springsteen) – She Came to Me - "Dance the Night" (Mark Ronson, Andrew Wyatt, Dua Lipa, i Caroline Ailin) – Barbie - "I'm Just Ken" (Mark Ronson i Andrew Wyatt) – Barbie - "Peaches" (Jack Black, Aaron Horvath, Michael Jelenic, Eric Osmond, i John Spiker) – Super Mario Bros.: La pel·lícula - "Road to Freedom" (Lenny Kravitz) – Rustin |

#### Pel·lícules amb múltiples nominacions
Les següents pel·lícules reberen múltiples nominacions:
| Nominacions | Pel·lícula                       | Categoria         | Distribuïdor(s)                         |
| ----------- | -------------------------------- | ----------------- | --------------------------------------- |
| 9           | Barbie                           | Musical o Comèdia | Warner Bros. Pictures                   |
| 8           | Oppenheimer                      | Drama             | Universal Pictures                      |
| 7           | Killers of the Flower Moon       | Drama             | Paramount Pictures Apple Original Films |
| 7           | Poor Things                      | Musical o Comèdia | Searchlight Pictures                    |
| 5           | Past Lives                       | Drama             | A24                                     |
| 4           | Anatomia d'una caiguda           | Drama             | Neon                                    |
| 4           | Maestro                          | Drama             | Netflix                                 |
| 4           | May December                     | Musical o Comèdia | Netflix                                 |
| 3           | The Holdovers                    | Musical o Comèdia | Focus Features                          |
| 3           | Spider-Man: creuant el Multivers | Animació          | Sony Pictures Releasing                 |
| 3           | Super Mario Bros.: La pel·lícula | Animació          | Universal Pictures                      |
| 3           | The Zone of Interest             | Drama             | A24                                     |
| 2           | Air                              | Musical o Comèdia | Amazon MGM Studios                      |
| 2           | American Fiction                 | Musical o Comèdia | Amazon MGM Studios                      |
| 2           | El noi i l'ocell                 | Animació          | GKIDS                                   |
| 2           | The Color Purple                 | Musical o Comèdia | Warner Bros. Pictures                   |
| 2           | Kuolleet lehdet                  | Musical o Comèdia | MUBI                                    |
| 2           | Nyad                             | Drama             | Netflix                                 |
| 2           | Rustin                           | Drama             | Netflix                                 |
| 2           | Saltburn                         | Drama             | Amazon MGM Studios                      |

#### Pel·lícules amb múltiples premis
Les següents pel·lícules reberen múltiples premis:
| Premis | Pel·lícula             | Categoria         | Distribuïdor(s)       |
| ------ | ---------------------- | ----------------- | --------------------- |
| 5      | Oppenheimer            | Drama             | Universal Pictures    |
| 2      | Anatomia d'una caiguda | Drama             | Neon                  |
| 2      | Barbie                 | Musical o Comèdia | Warner Bros. Pictures |
| 2      | The Holdovers          | Musical o Comèdia | Focus Features        |
| 2      | Poor Things            | Musical o Comèdia | Searchlight Pictures  |

### Televisió
| Millor sèrie de televisió | Millor sèrie de televisió |
| Drama | Musical o Comèdia |
| --- | --- |
| - Succession (HBO) - 1923 (Paramount+) - The Crown (Netflix) - The Diplomat (Netflix) - The Last of Us (HBO) - The Morning Show (Apple TV+) | - The Bear (FX / Hulu) - Abbott Elementary (ABC) - Barry (HBO) - Jury Duty (Amazon Freevee) - Only Murders in the Building (Hulu) - Ted Lasso (Apple TV+) |
| Minisèrie o telefilm | |
| - Beef (Netflix) - All the Light We Cannot See (Netflix) - Daisy Jones & the Six (Prime Video) - Fargo (FX) - Fellow Travelers (Showtime) - Lessons in Chemistry (Apple TV+) | |
| Millor interpretació en una sèrie – Drama | |
| Actor | Actriu |
| - Kieran Culkin – Succession (HBO) com a Roman Roy - Brian Cox – Succession (HBO) com a Logan Roy - Gary Oldman – Slow Horses (Apple TV+) com a Jackson Lamb - Pedro Pascal – The Last of Us (HBO) com a Joel - Jeremy Strong – Succession (HBO) com a Kendall Roy - Dominic West – The Crown (Netflix) com a Carles, Príncep de Gal·les                                                           | - Sarah Snook – Succession (HBO) com a Siobhan "Shiv" Roy - Helen Mirren – 1923 (Paramount+) com a Cara Dutton - Bella Ramsey – The Last of Us (HBO) com a Ellie - Keri Russell – The Diplomat (Netflix) com a Katherine "Kate" Wyler - Imelda Staunton – The Crown (Netflix) com a Reina Elisabet II - Emma Stone – The Curse (Showtime) com a Whitney Siegel                                                        |
| Millor interpretació en una sèrie – Musical o Comèdia | |
| Actor | Actriu |
| - Jeremy Allen White – The Bear (FX / Hulu) com a Carmen "Carmy" Berzatto - Bill Hader – Barry (HBO) com a Barry Berkman - Steve Martin – Only Murders in the Building (Hulu) com a Charles-Haden Savage - Jason Segel – Shrinking (Apple TV+) com a Jimmy Laird - Martin Short – Only Murders in the Building (Hulu) com a Oliver Putnam - Jason Sudeikis – Ted Lasso (Apple TV+) com a Ted Lasso | - Ayo Edebiri – The Bear (FX / Hulu) com a Sydney Adamu - Rachel Brosnahan – The Marvelous Mrs. Maisel (Prime Video) com a Miriam "Midge" Maisel - Quinta Brunson – Abbott Elementary (ABC) com a Janine Teagues - Elle Fanning – The Great (Hulu) com a Catherine the Great - Selena Gomez – Only Murders in the Building (Hulu) com a Mabel Mora - Natasha Lyonne – Poker Face (Peacock) com a Charlie Cale         |
| Millor interpretació en una minisèrie o telefilm | |
| Actor | Actriu |
| - Steven Yeun – Beef (Netflix) com a Danny Cho - Matt Bomer – Fellow Travelers (Showtime) com a Hawkins "Hawk" Fuller - Sam Claflin – Daisy Jones & the Six (Prime Video) com a Billy Dunne - Jon Hamm – Fargo (FX) com a Sheriff Roy Tillman - Woody Harrelson – White House Plumbers (HBO) com a E. Howard Hunt - David Oyelowo – Lawmen: Bass Reeves (Paramount+) com a Bass Reeves             | - Ali Wong – Beef (Netflix) com a Amy Lau - Riley Keough – Daisy Jones & the Six (Prime Video) com a Daisy Jones - Brie Larson – Lessons in Chemistry (Apple TV+) com a Elizabeth Zott - Elizabeth Olsen – Love & Death (Max) com a Candy Montgomery - Juno Temple – Fargo (FX) com a Dorothy "Dot" Lyon - Rachel Weisz – Dead Ringers (Prime Video) com a Beverly Mantle / Elliot Mantle                             |
| Millor interpretació secundària | |
| Actor | Actriu |
| - Matthew Macfadyen – Succession (HBO) com a Tom Wambsgans - Billy Crudup – The Morning Show (Apple TV+) com a Cory Ellison - James Marsden – Jury Duty (Amazon Freevee) com a Himself - Ebon Moss-Bachrach – The Bear (FX / Hulu) com a Richard "Richie" Jerimovich - Alan Ruck – Succession (HBO) com a Connor Roy - Alexander Skarsgård – Succession (HBO) com a Lukas Matsson                  | - Elizabeth Debicki – The Crown (Netflix) com a Diana, Princesa de Gal·les - Abby Elliott – The Bear (FX / Hulu) com a Natalie "Sugar" Berzatto - Christina Ricci – Yellowjackets (Showtime) com a Misty Quigley - J. Smith-Cameron – Succession (HBO) com a Gerri Kellman - Meryl Streep – Only Murders in the Building (Hulu) com a Loretta Durkin - Hannah Waddingham – Ted Lasso (Apple TV+) com a Rebecca Welton |
| Millor actuació de 'Stand-Up' en televisió | |
| - Ricky Gervais – Ricky Gervais: Armageddon (Netflix) - Trevor Noah – Trevor Noah: Where Was I (Netflix) - Chris Rock – Chris Rock: Selective Outrage (Netflix) - Amy Schumer – Amy Schumer: Emergency Contact (Netflix) - Sarah Silverman – Sarah Silverman: Someone You Love (HBO) - Wanda Sykes – Wanda Sykes: I'm an Entertainer (Netflix)                                                     | |

#### Sèries amb múltiples nominacions
Les següents sèries reberen múltiples nominacions:
| Nominacions | Sèrie                        | Categoria                              | Distribuïdor(s) |
| ----------- | ---------------------------- | -------------------------------------- | --------------- |
| 9           | Succession                   | Drama                                  | HBO             |
| 5           | The Bear                     | Musical o Comèdia                      | FX / Hulu       |
| 5           | Only Murders in the Building | Musical o Comèdia                      | Hulu            |
| 4           | The Crown                    | Drama                                  | Netflix         |
| 3           | Beef                         | Minisèrie, sèrie antològica o telefilm | Netflix         |
| 3           | Daisy Jones & the Six        | Minisèrie, sèrie antològica o telefilm | Prime Video     |
| 3           | Fargo                        | Minisèrie, sèrie antològica o telefilm | FX              |
| 3           | The Last of Us               | Drama                                  | HBO             |
| 3           | Ted Lasso                    | Musical or Comedy                      | Apple TV+       |
| 2           | 1923                         | Drama                                  | Paramount+      |
| 2           | Abbott Elementary            | Musical o Comèdia                      | ABC             |
| 2           | Barry                        | Musical o Comèdia                      | HBO             |
| 2           | The Diplomat                 | Drama                                  | Netflix         |
| 2           | Fellow Travelers             | Minisèrie, sèrie antològica o telefilm | Showtime        |
| 2           | Jury Duty                    | Musical o Comèdia                      | Amazon Freevee  |
| 2           | Lessons in Chemistry         | Minisèrie, sèrie antològica o telefilm | Apple TV+       |
| 2           | The Morning Show             | Drama                                  | Apple TV+       |

#### Sèries amb múltiples premis
Les següents sèries reberen múltiples premis:
| Premis | Sèrie      | Categoria                              | Distribuïdor(s) |
| ------ | ---------- | -------------------------------------- | --------------- |
| 4      | Succession | Drama                                  | HBO             |
| 3      | The Bear   | Musical or Comèdia                     | FX / Hulu       |
| 3      | Beef       | Minisèrie, sèrie antològica o telefilm | Netflix         |

## Presentadors
Els següents foren els encarregats en anunciar i entregar els premis:
| Nom(s)                                                    | Premi |
| --------------------------------------------------------- | --- |
| Jared Leto Angela Bassett                                 | Presentaren els premis a la Millor actriu secundària i al Millor actor secundari                                                             |
| Orlando Bloom Amanda Seyfried                             | Presentaren el premi a la Millor actriu – Minisèrie, sèrie antològica o telefilm                                                             |
| Hunter Schafer Justin Hartley                             | Presentà el premi al Millor actor – Minisèrie, sèrie antològica o telefilm                                                                   |
| Jonathan Bailey Julia Garner                              | Presentaren el premi a la Millor actriu secundària – Sèrie, minisèrie o telefilm                                                             |
| Keri Russell Ray Romano                                   | Presentaren el premi al Millor actor secundari – Sèrie, minisèrie o telefilm                                                                 |
| Shameik Moore Hailee Steinfeld Daniel Kaluuya             | Presentaren el premi al Millor guió |
| George Lopez Gabriel Iglesias                             | Presentaren el premi al Millor actor en una sèrie de televisió – Musical or Comèdia                                                          |
| Jim Gaffigan                                              | Presentà el premi a la Millor actuació de 'Stand-Up' en televisió                                                                            |
| Rose McIver Utkarsh Ambudkar                              | Presentaren el premi a la Millor pel·lícula – Parla no anglesa                                                                               |
| Kevin Costner America Ferrera                             | Presentaren els premis a la Millor actriu en una sèrie de televisió – Musical or Comèdia i al Millor actor en una sèrie de televisió – Drama |
| Natalie Portman Florence Pugh                             | Presentaren el premi a la Millor pel·lícula – Animació                                                                                       |
| Ben Affleck Matt Damon                                    | Presentaren el premi a la Millor direcció |
| Michelle Yeoh Naomi Watts                                 | Presentaren els premis a la Millor actriu – Musical or Comèdia i al Millor actor – Drama                                                     |
| Jon Batiste Andra Day                                     | Presentaren els premis a la Millor banda sonora original i a la Millor cançó original                                                        |
| Mark Hamill                                               | Presentà el premi al Millor èxit cinematogràfic                                                                                              |
| Simu Liu Issa Rae                                         | Presentaren els premis a la Millor minisèrie, sèrie antològica o telefilm i a la Millor sèrie de televisió – Musical or Comèdia              |
| Dua Lipa Elizabeth Banks                                  | Presentaren el premi a la Millor actriu en una sèrie de televisió – Drama                                                                    |
| Gabriel Macht Patrick J. Adams Sarah Rafferty Gina Torres | Presentaren el premi a la Millor sèrie de televisió – Drama                                                                                  |
| Will Ferrell Kristen Wiig                                 | Presentaren el premi al Millor actor – Musical or Comèdia                                                                                    |
| Annette Bening Jodie Foster                               | Presentà el premi a la Millor pel·lícula – Musical or Comèdia                                                                                |
| Don Cheadle Kate Beckinsale                               | Presentà el premi a la Millor actriu – Drama                                                                                                 |
| Oprah Winfrey                                             | Presentà el premi a la Millor pel·lícula – Drama                                                                                             |

## Recepció
El monòleg d'obertura de la cerimònia de Jo Koy, presentador de la gala, no fou ben rebut pel públic ni per la crítica, amb molts dient que no "era divertit" i "dolorós". Altres també el criticaren per culpar als seus escriptors, després de la llarga vaga de guionistes. Entre les bromes que més cridaren l'atenció hi hagueren les dirigides a la pel·lícula Barbie, als nominats Robert De Niro, Meryl Streep i Taylor Swift. La reacció de Swift es va fer viral a les xarxes.